# Кливленд Браунс
Кли́вленд Бра́унс (англ. Cleveland Browns) — профессиональный клуб по американскому футболу из города Кливленд, штата Огайо, выступающий в Национальной футбольной лиге. Являются членами северного дивизиона Американской футбольной конференции (АФК) Национальной футбольной лиги (НФЛ). Клуб был основан в 1946 году.

## История
В 1944 году девелопер и владелец таксомоторной компании Артур Б. «Микки» Макбрайд обеспечил Кливленду франшизу в недавно сформированной Всеамериканской футбольной конференции (AAFC). Пол Браун был тезкой и первым тренером команды. Первый сезон команды начался в 1946 году, «Браунс» выиграли каждый из четырёх чемпионатов до распада лиги в 1949 году. Затем команда перешла в более устоявшуюся Национальную футбольную лигу (НФЛ), где продолжала доминировать. Между 1950 и 1955 годами Кливленд ежегодно выходил на финальную игру, выигрывая трижды.
Макбрайд и его партнёры продали команду группе бизнесменов из Кливленда в 1953 году за неслыханные для того времени 600 тыс. долл. Восемь лет спустя команда снова была продана группе во главе с руководителем отдела рекламы в Нью-Йорке Арт Моделлом, который уволил Брауна перед сезоном 1963 года, но команда продолжала побеждать за счёт раннинбека Джима Брауна. «Браунс» выиграли чемпионат в 1964 году, а в следующем сезоне вышли в финал и проиграли «Грин-Бей Пэкерс».
Когда АФЛ и НФЛ объединились перед сезоном 1970 года, Кливленд стал частью новой конференции по американскому футболу (АФК). В то время как «Браунс» вернулись в плей-офф в 1971 и 1972 годах, к середине 1970-х они стали посредственной командой. Своеобразное возрождение произошло в 1979 и 1980 годах, когда защитник Брайан Сайп одержал серию побед на последних минутах, и кливлендцов стали называть «Kardiac Kids». Однако под руководством Сайпа «Браунс» не прошли первый раунд плей-офф. Выбранный в драфте 1985 года квотербек Берни Косар привёл команду к трем играм плей-офф в чемпионате АФК в конце 1980-х, но каждый раз проигрывал Денвер Бронкос.
В 1995 году Моделл объявил о переезде команды в Балтимор, посеяв смесь возмущения и горечи среди преданных фанатов в Кливленде. Переговоры и юридические баталии привели к соглашению, по которому Моделлу будет разрешено взять свой персонал в Балтимор в качестве расширенной франшизы, названной «Балтимор Рэйвенс», но он оставит цвета, логотипы и наследие «Кливленд Браунс» для возобновленной франшизы «Браунс», которая выйдет на поле не позднее 1999 года.
После трёх лет бездействия, когда Кливленд Стэдиум был снесен и заменён стадионом FirstEnergy Стэдиум, «Браунс» возобновили снова начали играть в 1999 году при новом владельце Эле Лернере. С момента возвращения «Браунс» на протяжении 2000-х и 2010-х годов установили рекордные 101-234-1 (.302). С момента возвращения в НФЛ «Браунс» опубликовали три победных сезона и два выхода в плей-офф в 2002 и 2020 годах. В 2012 году семья Лернеров продала команду бизнесмену Джимми Хасламу, за шесть сезонов при котором «Браунс» сменили четырёх главных тренеров и четырёх генеральных менеджеров, ни один из которых не добился успеха. В 2016 и 2017 годах под руководством главного тренера Хью Джексона кливлендцы дали общий результат 1-31 (включая безвыйгрышный сезон 0-16 в 2017 году. В 2022 году бывший наставник обвинит владельца команды в том, что тот намеренно спровоцировал такую проигрышную серию ради выгодных позиций на драфте), худший двухлетний отрезок в истории НФЛ, и получили номер один в общем драфте за тот период. В 2020 году «Браунс» обеспечили себе первое место в плей-офф со времён 2002 года, победив «Питтсбург Стилерз» на 17 неделе и завершив сезон с результатом 11-5. В мае НФЛ сообщила, что её 60-дневная проверка группой расследователей во главе с бывшим прокурором США Мэри Джо Уайт не нашла доказательств намеренной сдачи игр

## Логотип и форма

### Логотип
«Браунс» являются единственной командой НФЛ без каких-либо логотипов на шлеме, который и является официальным логотипом. На протяжении многих лет команда использовала несколько рекламных логотипов; номера игроков рисовались на шлемах в сезоны с 1957 по 1960 год, неиспользуемый сейчас логотип «CB» был создан в 1965 году. Но на протяжении большей части истории «Браунс» их шлемы не имели каких-либо изображений, будучи окрашены в жжёный оранжевый цвет с расположенной наверху полосой тёмно-коричневого цвета (официально называемой «Seal brown»), разделённой белой полосой.
На протяжении многих лет у команды были различные логотипы, такие как талисман «Брауни эльф» или коричневая буква «B» на белом футбольном мяче. Хотя Art Modell покончил с эльфом в середине 1960-х, считая его слишком детским, его использование было возрождено при нынешних владельцах. Популярность сектора Dawg Pound на First Energy Stadium привела к тому, что команда начала использовать в разных целях коричнево-оранжевую собаку. Но в целом оранжевый шлем без логотипа продолжает оставаться основным символом команды, которая использовала специальные памятные логотипы лишь в отдельные сезоны: отмечание возвращения в НФЛ в 1999 году и празднование 60-летия и 75-летия в 2006 и 2021 годах.
Нынешние логотипы и командные цвета были представлены 24 февраля 2015 года. Для шлема был незначительно изменён оттенок оранжевого цвета, а цвет лицевой маски поменялся с серого на коричневый

### Форма
Первоначальный дизайн джерси, штанов и носков в основном остался прежним, но шлемы претерпели множество значительных изменений на протяжении многих лет. Униформа претерпела первые серьёзные изменения перед сезоном 2015 года.
Джерси:
- Коричневое («seal brown») с оранжевыми цифрами и надписями, а также оранжево-бело-оранжевыми полосами на рукавах.
- Белое (для гостевых игр) с оранжевыми цифрами и надписями, с коричнево-оранжево-коричневыми полосами.
- Оранжевое с белыми цифрами и надписью, а также последовательностью коричнево-бело-коричневых полос.

Штаны:
- Коричневые с оранжево-бело-оранжевой полосой на две трети длины брюк. Другая треть — это слово «BROWNS», написанное оранжевым цветом.
- Белые штаны с коричнево-оранжево-коричневыми полосами. «BROWNS» написано коричневым.
- Оранжевые штаны с чередованием коричнево-бело-коричневых полос. «BROWNS» написано коричневым.

Носки:
- Сплошной коричневый цвет
- Сплошной белый цвет
- Сплошной оранжевый цвет.

Шлем:
- сплошной белый (1946—1949);
- сплошной белый цвет для дневных игр и сплошной оранжевый цвет для вечерних игр (1950—1951);
- оранжевый с единственной белой полосой (1952—1956);
- оранжевый с единственной белой полосой и коричневыми цифрами по бокам (1957—1959);
- оранжевый с чередованием коричнево-бело-коричневых полос и коричневыми цифрами по бокам (1960 г.);
- оранжевый с последовательностью коричнево-бело-коричневых полос (1961—1995 и 1999 — настоящее время).

На протяжении многих лет у «Брауунс» бывали периоды ношения белого цвета на домашних матчах, особенно в 1970-х и 80-х, а также в начале 2000-х, после того, как команда вернулась в лигу. До недавнего времени, когда все больше команд НФЛ начали носить белое дома хотя бы раз в сезон, кливлендцы были единственной не субтропической командой к северу от линии Мейсона — Диксон, которая регулярно носила белое дома.
14 апреля 2015 года «Браунс» представили свои новые комбинации униформы, состоящей из оранжевого, коричневого и белого цветов команды.
Клуб представил новый дизайн униформы 15 апреля 2020 года. Новый дизайн униформы отдаёт дань уважения классическому дизайну униформы Браунов прошлых лет.

## Противостояния
Ранее для «Браунс» принципиальными были как игры со всеми тремя командами Северного дивизиона, так и с рядом других команд: «Буффало Биллс», «Денвер Бронкос» и «Детройт Лайонс», а сейчас Питтсбург Стилерз, Балтимор Рэйвенс и Цинциннати Бенгалс.
Самым большим соперником команды в AAFC были «Сан-Франциско Форти Найнерс», хотя напряжение в дальнейшем снизилось и в некоторых случаях стало дружбой, поскольку сейчас «Браунс» играют в АФК, а калифорнийцы — в НФК. Кроме того, многие сотрудники 49ers помогли «Браунс» перезапуститься в 1999 году, а бывший президент кливлендской команды Майк Холмгрен начинал свою карьеру в НФЛ именно в Сан-Франциско. Кроме того, владельцы «Форти Найнерс» Джон Йорк и Дениз ДеБартоло Йорк проживают в Янгстауне, в 97 км к юго-востоку от Кливленда. Бывший ветеран-плейкинер и любимец фанатов Фил Доусон подписал контракт с Сан-Франциско в 2014 году вместе с резервным защитником Кольтом МакКоем.

### Дивизионные

#### «Балтимор Рейвенс»
Возникнув после переезда «Браунс» в Балтимор, противостояние двух команд в основном подпитывалось персоной Арт Моделла и в Балтиморе считается обычной дивизионной игрой. Эти игры являются для Кливленда более принципиальными: за счёт проведённых генеральным менеджером Оззи Ньюсамом драфтов с 1995 по 1998 год «Рейвенс» в 2000 году смогли выиграть Супербоул, и если бы Моделл не перевёл команду, то этот трофей мог бы снова появиться в Кливленде спустя 35 лет. Горечь болельщиков «Браунс» усугубилась в 2012 году, когда балтиморцы выиграли второй Супербоул. В общей серии лидируют «Рейвенс» со счётом 32-11, две команды пока ещё не встречались в плей-офф.

#### «Питтсбург Стилерз»

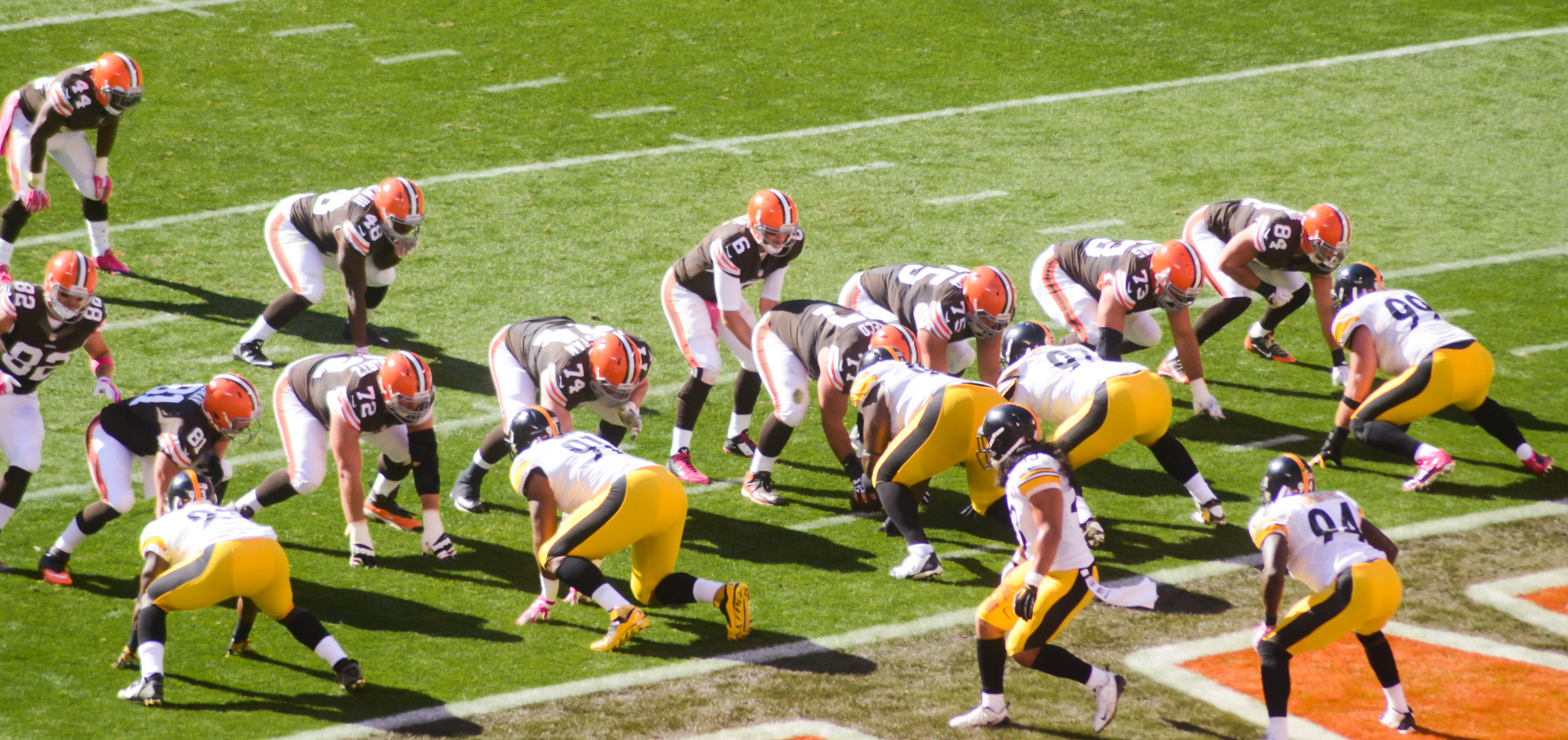
Игра «Браунс» и «Стилерз» в 2014 году.

Известное как «Магистральной дерби», игры с «Питтсбург Стилерз» долгое время были для «Браунс» ключевыми. Бывший владелец кливлендской команды Арт Моделл с целью разжечь соперничество с 1964 по 1970 год проводил домашние игры со «Стилерз» по субботним вечерам. Соперничество также подогревается близостью двух команд, количеством выигранных ими чемпионатов, игравшими в обеих командах игроках, тренерах и персонале, а также личными мотивами. С 1950 года команды играли дважды в год, что сделало противостояние самым старым в АФК и пятым в НФЛ. Хотя «Браунс» доминировали в начале серии (выиграв первые восемь встреч и установив рекорд 31-9 в 1950-х и 1960-х), «Стилерз» достигли в 1970-х результата в 15-5, которые потом вылился в 36-9-1 с момента возвращения кливлендев в НФЛ в 1999 году. «Стилерз» были особенно сильны на своих домашних играх, достигнув с 1970 года рекорда в 44-7, в том числе выиграв серии из 16 игр (1970-85) и 17 игр (2004-20).
В настоящее время «Стилерз» ведёт в счете 77-61-1. Браунс и Стилерс встретились в плей-офф 1994, 2002 и 2020 годов, питтсбургцы побеждали с общим счётом 2-1. Команда остаётся главным противником для «Браунс» несмотря на снижение к нему интереса в Питтсбурге после переезда Моделла и плохой игры кливлендцов с 1999 года.

#### «Цинциннати Бенгалс»

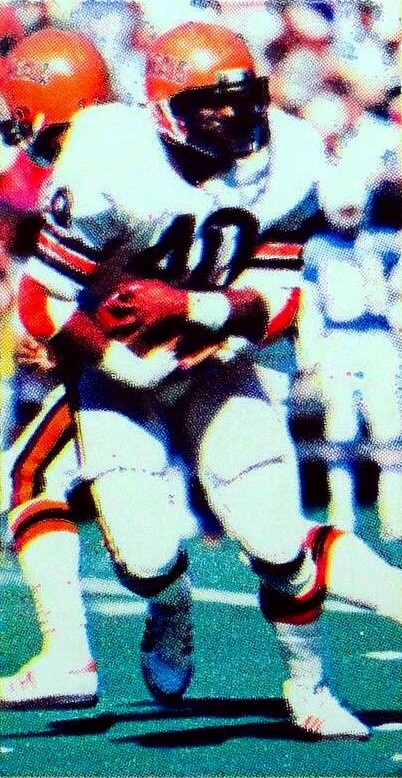
Форма игрока «Бенгалс» в 1981 году.

Изначально противостояние основывалось на личной неприязни между Полом Брауном и Арт Моделла, но в дальнейшем за счёт социокультурных различий между Кливлендом и Цинциннати, схожих командных цветов (в настоящее время «Бенгалс» используют более яркий оранжевый цвет, чем во времена Пола Брауна) вылилось в «Битву за Огайо» (не путать с одноимённым предсезонной серией игр в MLB между «Кливленд Индианс» и «Цинциннати Редс»). Сам Моделл после слияния двух лиг перевёл «Браунс» в АФК с целью противостояния с «Бенгалс». Дерби уже породило две из восьми самых результативных игр в истории НФЛ: игра в Цинциннати 2004 года (58-48) и в Кливленде 2007 года (51-45). В настоящее время «Бенгалс» лидируют в серии со счётом 51-43, сама она является для «Браунс» наиболее выигрышной по сравнению с другими противостояниями.

### Другие противостояния

#### «Буффало Биллс»
Соперничество с «Буффало Биллс» уходит своими корнями во времена AAFC, когда в той лиге была одноимённая команда. «Браунс» и «Биллс» сыграли шесть игр, прежде чем кливлендцы попали в сделку о слиянии с НФЛ, а «Биллс» в ней не участвовали. После того как новая «Буффало Биллс» присоединилась к НФЛ, команды периодически встречаются на поле. Хотя «Браунс» и «Биллс» находятся в разных дивизионах АФК (север и восток), между командами с тех пор развилось мягкое соперничество, определяемое взаимным уважением из-за сходства между Баффало и Кливлендом и общими неудачами команд. Хотя противостояние известно плохими играми (победы «Браунс» со счётом 8-0 в 2007 году и 6-3 в 2009 году), команды также встречались в плей-офф в 1990, 2007 и 2014 годах.
Уважение фанатов «Браунс» к этому сопернику частично связано с тем, что владелец-основатель команды Ральф Уилсон вместе с Дэном Руни («Питтсбург Стилерз») голосовали против решения о переводе первоначальной команды «Браунс» в Балтимор.

#### «Денвер Бронкос»
Существовало непродолжительное соперничество с Денвер Бронкос, возникшее в результате трёх игр чемпионата АФК с 1986 по 1989 год.

#### «Детройт Лайонс»
Соперничество с «Детройт Лайонс» началось в 1950-х годах, когда «Браунс» и «Лайонс» сыграли друг с другом в четырёх чемпионатах НФЛ. «Львы» выиграли три из этих чемпионата, а Браунс — один, это противостояние могло быть одним из лучших в истории НФЛ 1950-х годов. После слияния NFL и AFL в 1970 году команды встречались гораздо реже из-за перехода Браунов в АФК. С 2002 по 2014 год команды участввоали в ежегодной предсезонной игре, известной как «Классика Великих озёр».

## Медиа
Радиостанции WKNR (850 AM), WKRK-FM (92,3 FM) и WNCX (98,5 FM) служат флагманскими радиостанциями Cleveland Browns Radio Network. Комментатор Джим Донован освещает игры команды вместе со студийным аналитиком и бывшим лефт тэклом кливлендцев Дагом Дикеном и репортёром боковой линии Натаном Зегурой Сотрудники WKRK-FM и WKNR Кен Карман, Тони Риццо и Джерод Черри ведут предыгровое шоу в эфире радиосети, в то время как ведущие WKRK-FM Джефф Фелпс и Дастин Фокс — постигровое.
WEWS-TV транслирует домашние игры «Браунс», как и посвящённые команде программы и предсезонные игры вне эфира национальных телесетей. Региональная спортивная телесеть Bally Sports Great Lakes показывает в ходе сезона различные посвящённые клубу программы.
Продакшн команда «Браунс» в 2005 году выиграла две премии Lower Great Lakes Emmy Awards за посвящённую победившей в сезоне 1964 года команде программу (The 1964 Championship Show) и коммерческую рекламу (The Paperboy).

## Болельщики
Исследование 2006 года от Bizjournal показало, что фанаты «Браунс» — самые преданные фанаты в НФЛ. Исследование, хотя и не научное, в основном основывалось на лояльности болельщиков во время выигрышных и проигрышных сезонов, посещаемости игр и проблемах, с которыми сталкиваются болельщики (например, ненастной погоде или длительной плохой игре команды). В исследовании отмечается, что болельщики кливлендцеов занимали 99,8 % мест на стадионе в течение последних семи сезонов, несмотря на совокупный счёт 36-76 за этот период.

### Известные болельщики
- Певец Элвис Пресли (в 1957 году его друг детства Джин Хикерсон подписал контракт с кливлендцами, за которых выступал всю карьеру вплоть до 1973 года. Также другом Пресли был защитник «Браунс» Бобби Франклин, игравший за команду с 1960 по 1966 год)[30][31]. Также болел за «Питтсбург Стилерз»[32].
- Член Зала славы WWE и комментатор Джерри Лоулер (хотя в основном и прожил в Мемфисе, но часть детства провёл в Кливленде)[33].
- Борцы WWE из Кливленда The Miz, Дольф Зигглер и Джонни Гаргано[34][35].
- Легенда бейсбола Хэнк Аарон[36].

Среди других известных поклонников Браунов — Леброн Джеймс, Арсенио Холл, Дрю Кэри, конгрессмен Тим Райан, Патрисия Хитон (ее отец Чак Хитон был спортивным обозревателем The Plain Dealer, освещавший «Браунс» и написавший две книги о команде), Терри Гарр, Мартин Малл, Кондолиза Райс, двукратный чемпион UFC в супертяжелом весе Стипе Миочич, Валери Бертинелли (ее муж родом из северо-восточного Огайо, и она играла главную роль в Hot in Cleveland), Machine Gun Kelly, Пол Адельштейн, Том Холланд, Майкл Саймон, Си Джей Макколлум, Джейк Пол и Брэд Пейсли.

## Достижения
Победители чемпионата лиги (8)
- Победители AAFC (4)
  - 1946, 1947, 1948, 1949
- Победители чемпионата AФЛ (4)
  - 1950, 1954, 1955, 1964

Победители конференции (11)
- Американская: 1950, 1951, 1952
- Восточная: 1953, 1954, 1955, 1957, 1964, 1965, 1968, 1969

Победители дивизиона (10)
- Центр НФЛ: 1967, 1968, 1969
- Центр АФК: 1971, 1980, 1985, 1986, 1987, 1989